# Euxoa simona
Euxoa simona là một loài bướm đêm trong họ Noctuidae.